# ارشانا جوبتا
أرشانا جوبتا هي ممثلة وعارضة أزياء هندية مقيمة في مومباي .و عملت في التاميل والكانادا والمالايالامية والتيلجو والفيلم الروسي . عملت مؤخرًا في سلسلة ويب جنبًا إلى جنب مع أرباز خان وريا سين .ثم لعبت أرشانا جوبتا أيضًا دورًا رئيسيًا في الفيلم القصير .و لقد شاركت أيضًا في العروض المسرحية.

ولدت أرشانا في أغرا ثم انتقلت بعد ذلك إلى مومباي لتؤسسا حياتها المهنية كعارضة أزياء وممثلة سينمائية. لديها أخت واحدة وهي ممثلة أيضًا.
1. ↑  "Archanaa gets reel". Deccan Chronicle. 24 مايو 2013. مؤرشف من الأصل في 2014-10-26. اطلع عليه بتاريخ 2013-07-18.
2. ↑  TNN (2 ديسمبر 2008). "Small town to fame: Archana". تايمز أوف إينديا. مؤرشف من الأصل في 2011-08-11. اطلع عليه بتاريخ 2013-07-18.
3. ↑  Y Maheswara Reddy (29 سبتمبر 2010). "Director's Delight". The New Indian Express. مؤرشف من الأصل في 2023-01-01. اطلع عليه بتاريخ 2013-07-18.